# Entrainment (Biologie)

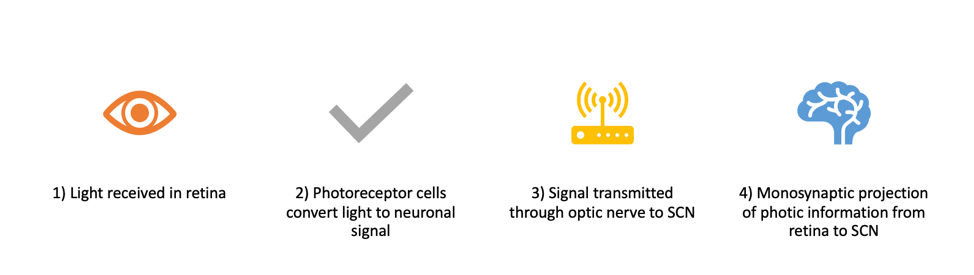
Regelmäßiges Lichtsignal als Entrainment

Unter Entrainment versteht man in der Chronobiologie die Synchronisation der inneren Uhr mit regelmäßig wiederkehrenden Umgebungsfaktoren, den sogenannten Zeitgebern. Entrainment ist das biologische Äquivalent einer Phasenregelschleife.
Der wichtigste Zeitgeber für circadiane Rhythmen ist der Wechsel von Tag und Nacht. Andere externe Zeitgeber können beispielsweise Ebbe und Flut, Temperatur oder soziale Interaktion sein.
Dabei sind die resultierenden Verhaltensmuster keine direkte Reaktion auf die Umgebungsveränderungen, sie unterscheidet sich also von einfachen Reiz-Antwort-Mustern. Ist das der Fall, spricht man von Masking. Dabei hat der Stimulus zwar einen direkten Effekt auf den Rhythmus, nicht aber auf die innere Uhr.

## Merkmale
Um von Entrainment durch einen Zeitgeber sprechen zu können, müssen vier Kriterien erfüllt sein:
- Der circadiane Rhythmus muss bei Ausschaltung des Zeitgebers frei laufen.
- Während der Rhythmus dem Zeitgeber ausgesetzt ist, muss die Periode des freilaufenden Rhythmus gleich der des Zeitgebers (Kontrolle der Periode) sein.
- Es muss eine feste Phasenrelation zwischen Zeitgeber und dem wahrgenommenen Rhythmus entstehen (eventuell Antizipation).
- Beim Wegfallen des Zeitgebers muss der frei laufende Rhythmus eine Phase zeigen, die sich der Phase anschließt, die der Rhythmus hatte, als der Zeitgeber noch wirksam war.

## Aktogramm

Darstellung eines Entrainments in einem Aktogramm.
Weißer Hintergrund: Licht an. Grauer Hintergrund: Licht aus.

Die Grafik zeigt die Aktivität eines tagaktiven Tieres an aufeinanderfolgenden Tagen (y-Achse), jeweils aufgezeichnet von 0 Uhr bis 24 Uhr (x-Achse). Diese Form der Darstellung wird Aktogramm genannt.
Das beobachtete Tier wurde unter folgenden Lichtbedingungen gehalten:
- Periode A (Tag 1–6): Licht-Dunkel-Zyklus (Licht an 6 Uhr, Licht aus 18 Uhr) = LD 12/12
- Periode B (Tag 7–13): Dauerdunkel
- Periode C (Tag 14–20): wieder LD 12/12

Die schwarzen Balken geben die Aktivität des Tieres an.
- Periode A: Das Tier ist ab Tag 2 dem Zeitgeber Licht synchronisiert, also entrainiert.
- Periode B: Im Dauerdunkel stellt sich ein Freilauf ein mit einer circadianen Periode kürzer als 24 Stunden. Das heißt, das Tier beginnt mit seiner Aktivität jeden Tag ein wenig früher.
- Periode C: Nach der Zuschaltung des Zeitgebers Licht ist das Tier innerhalb von zwei Tagen wieder weitgehend synchron mit dem Zeitgeber, also entrainiert.